# Bibliofilia

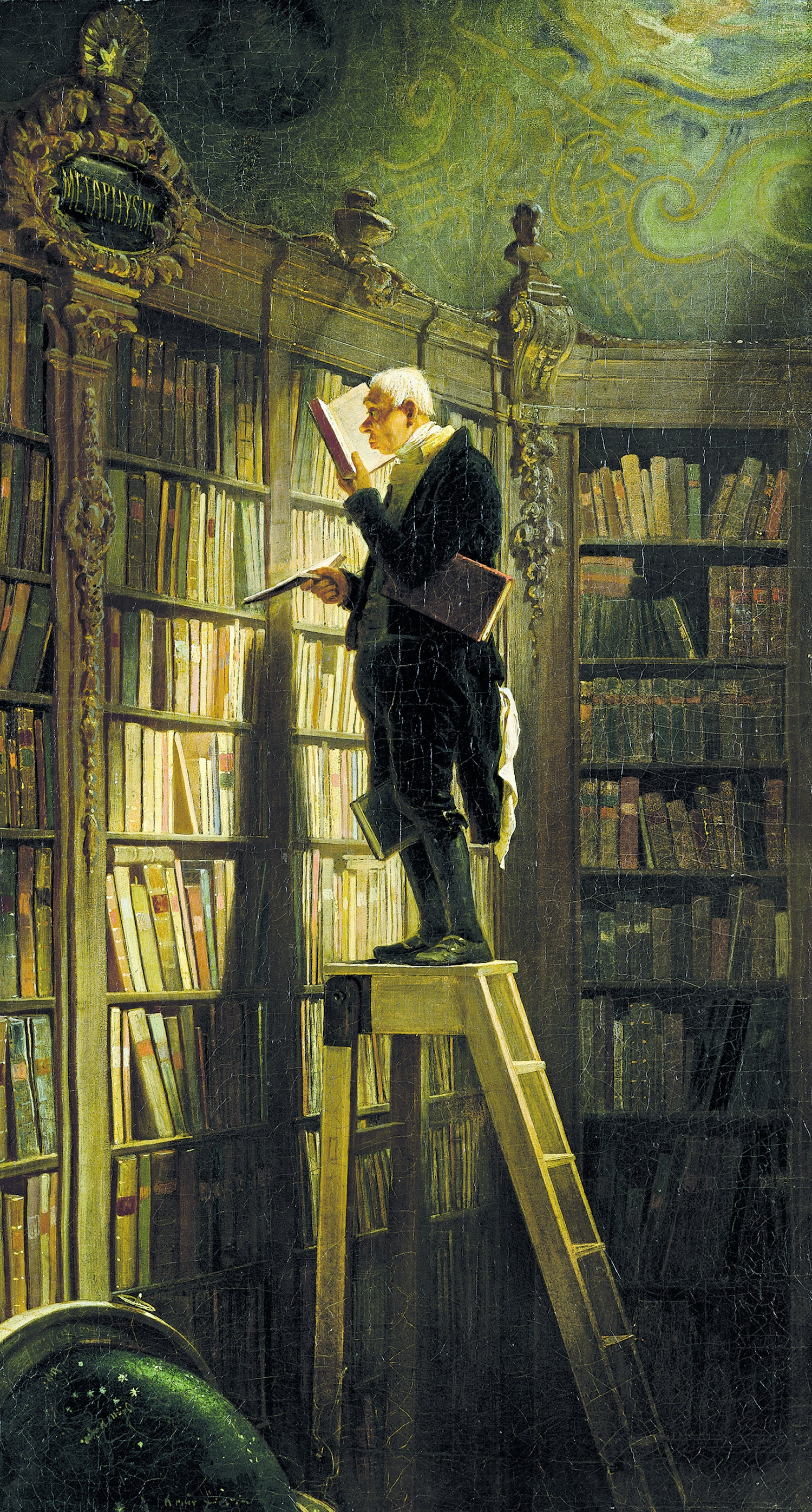
il topo da biblioteca (1850 circa) di Carl Spitzweg

La bibliofilia è propriamente l'amore per i libri. Ovvero la passione nel leggere e spesso collezionare libri, di solito ponendo particolare attenzione alla qualità dell'edizione, per quanto riguarda stampa, formato e materiale oppure alla rarità.

## Il profilo del bibliofilo
Il bibliofilo è colui che si dedica alla bibliofilia. Di solito è un lettore accanito, e può collezionare e raccogliere i libri da lui amati. Non sempre, però, necessita di essi il possesso. Talvolta preferisce ammirare antiche edizioni nelle biblioteche. Ammira codici antichi, manoscritti autografi, prime edizioni, stampe raffinate, carte speciali, tavole illustrate, quali silografie, calcografie e acqueforti, opere scritte in lingue poco conosciute, presenze di documenti complementari, quali ritratti e riproduzioni di lettere, e - dulcis in fundo - esemplari in ottimo stato di conservazione.
Un libro può considerarsi raro sia per l'edizione sia per il contenuto. Per quanto riguarda l'edizione, sono più rare quelle più antiche, in particolar modo quelle del XV secolo, dette incunaboli; le edizioni originali delle opere di grandi scrittori e soprattutto le editiones principes; e quelle stampate su carta speciale o contenenti illustrazioni di famosi incisori.
Per quanto riguarda il contenuto, i libri da considerarsi rari sono i seguenti:
- libri scritti in lingue poco conosciute.
- antiche opere di geografia, antiche guide, relazioni di viaggi, ecc.: basti pensare alle Lettere di Amerigo Vespucci del quale risultano presenti solo cinque o sei copie.
- antiche opere di alchimia, chimica, matematica, scienze naturali, queste ultime spesso ricercate per la bellezza delle illustrazioni.
- vecchi almanacchi e giornali: molto ricercati sono tutti quei documenti, come lettere, avvisi, relazioni che nel Cinquecento sostituivano i giornali.
- opere di letteratura popolare, leggende e storie cavalleresche.
- libri di giochi, tornei, feste.
- libri di costumi, mode, cucina ecc.

## Nella storia

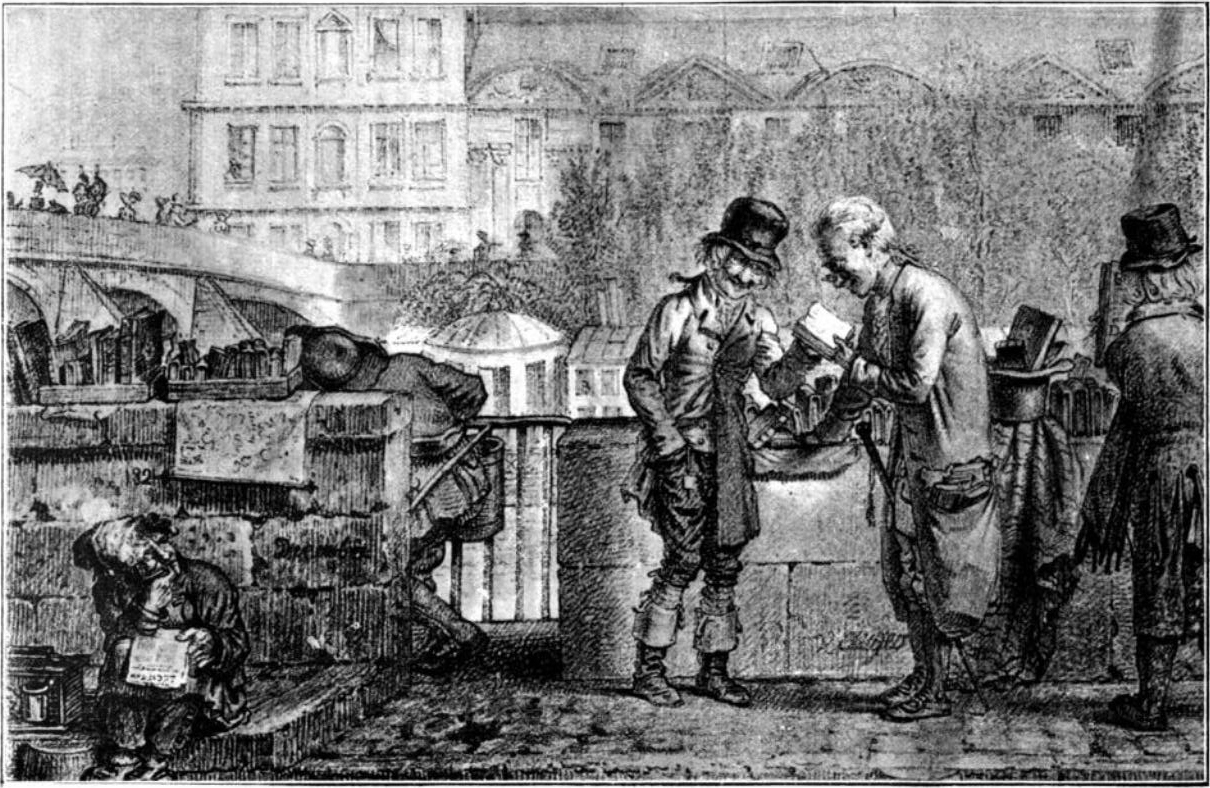
Parigi: vendita di libri alla Rive gauche (Quai Voltaire) nel 1821, stampa di Jean Henry Marlet

L'amore per i libri diede origine alle prime biblioteche private e pubbliche: tra le prime, si ricordano quelle dei grandi cultori di libri nell'antica Grecia, come Aristotele, o come il tragediografo Euripide, che si narra avesse una corposa biblioteca personale ricavata in una grotta, ove si ritirava per leggere, comporre e ammirare i suoi volumi; in epoca romana, invece, si annoverarono le celebri figure di bibliofili di Cicerone e di Attico.
Tra le biblioteche pubbliche non è possibile dimenticare l'immensa Biblioteca di Alessandria, andata distrutta probabilmente più volte tra l'anno 48 a.C. e il 642 d.C.

Illustrazione di Theodor Kittelsen

Gli ecclesiastici e i signorotti dell'età di mezzo non disdegnarono la passione per i libri ornati, eleganti e ben rilegati.
L'inglese Richard de Bury, vissuto intorno al 1300 ed il primo a scrivere un trattato sulla materia, i duchi di Borgogna, le grandi casate italiane come quelle dei Visconti, e degli Estensi si distinsero anche per la produzione di straordinari esemplari di codici miniati realizzati da importanti artisti.
Collezionarono codici, per quanto potessero, Gerberto di Aurillac, Petrarca, Boccaccio, Novello Malatesta, Cosimo de' Medici (con gli accademici neoplatonici come Marsilio Ficino, Poliziano, Pico della Mirandola, Nicola Cusano ecc.).
La riscoperta dei classici spinse gli umanisti ad effettuare lunghe ricerche all'interno delle biblioteche monastiche, in quel tempo divenute centri di raccolta di enormi quantità di libri. Lo stesso Petrarca riscoprì in queste biblioteche le epistole di Cicerone intitolate Ad Atticum e svolse, talvolta, l'attività di copista.
L'invenzione della stampa consentì alla bibliofilia di assumere proporzioni sempre più vaste grazie alla maggiore diffusione della cultura e alla nascita della figura del tipografo-editore. Tra i maggiori rappresentanti di questa nuova categoria si annoverarono in Francia gli Estienne e Aldo Manuzio in Italia. La bibliofilia da questo momento assunse una nuova forma, ossia la ricerca del libro raro, dell'edizione particolare, dell'esemplare stampato da un celebre tipografo.
Nel Cinquecento, durante le guerre religiose avvenne un processo improvviso ed imprevisto che rifornirà il patrimonio culturale di molti collezionisti privati, quali Fulvio Orsini e Robert Bruce Cotton: la dispersione dell'immenso patrimonio librario contenuto nelle biblioteche monastiche. In senso opposto, cercarono di collezionare testi e fondare biblioteche personaggi quali il parigino Guillaume Budé o il marchigiano Angelo Rocca, o lo stesso Federico Borromeo.
Nel Seicento e nel Settecento alcuni tra i più importanti statisti, come ad esempio il cardinale Mazarino e il Anne Robert Jacques Turgot, oltre a personalità dotte come Apostolo Zeno, divennero noti bibliofili.
La Rivoluzione francese ebbe tra le sue conseguenze la chiusura dei conventi e quindi l'intera mole del patrimonio culturale conservato in quei luoghi venne accaparrato da biblioteche pubbliche e da privati. Proprio allora sorsero i primi cataloghi e i primi repertori di bibliofilia: il Dictionnaire bibliographique, historique et critique des livres rares scritto da Charles Pinot Duclos nel 1770 ed il Manuel du libraire et de l'amateur de livres di Jacques Charles Brunet del 1810.
Durante il XIX secolo si diffusero le prime società di bibliofili e le prime riviste specializzate, valga per esempio La Bibliofilia di Firenze inaugurata nel 1898.
Tristemente famoso il caso del matematico fiorentino, conte Guglielmo Libri Carucci dalla Sommaja, per essere stato, non soltanto un appassionato bibliofilo (sui generis però, dato che non esitava a strappar via dai volumi le pagine che più gli interessavano), ma soprattutto l'autore di un'incredibile quantità di furti di libri, tale da renderlo, probabilmente, il più "grande" ladro di libri di tutti i tempi, nomen omen!
Tra gli esempi più commoventi di bibliofilia incallita vi fu quello manifestato dal conte de la Bédoyère che nel 1847 mise all'asta la sua prestigiosa collezione, ma non riuscendo a distaccarsene, partecipò lui stesso all'asta per ricomprarsela tutta, perdendo però in tal modo una forte cifra.
Le prime società di bibliofili nacquero in Gran Bretagna durante il XIX secolo, ed ebbero il merito di diffondere pubblicazioni inerenti alla materia, nelle quali oltre ad occuparsi di studi letterari, venne trasmesso l'amore per i libri.
In età contemporanea si ricordano Umberto Eco, fondatore e presidente dell'Aldus Club, Associazione Internazionale di Bibliofilia, o il celebre Franco Maria Ricci, editore di riviste e libri concepiti per soddisfare le esigenze dei bibliofili.

## Nella letteratura
La figura del bibliofilo attrasse l'attenzione di vari scrittori (in particolare nei secoli XVIII e XIX), che ne delinearono alcune caratteristiche: mentre Diderot criticò duramente il bibliofilo che accumula libri solo per moda senza nemmeno leggerli, Anatole France rappresentò la figura del bibliofilo come quella di un dotto ricercatore che insegue per ogni dove un vecchio manoscritto; Joris-Karl Huysmans, invece, descrisse le manie dell'esteta decadente che non accetta nella sua biblioteca opere moderne se non stampate in edizione unica, mentre accoglie favorevolmente opere antiche.
Si segnalano i racconti:
- Del furore di avere libri (XVII secolo) di Gaetano Volpi
- Bibliomania (Bibliomanie, 1837) di Gustave Flaubert
- Il libro del bibliofilo (Le Livre du bibliophile, 1874) di Anatole France
- The Library (1881) di Andrew Lang
- Mondo di carta (1909) di Luigi Pirandello
- L'uomo con molti libri (Der Mann mit den vielen Büchern, 1918) di Hermann Hesse
- La libreria stregata (The Haunted Bookshop, 1919) e altre opere di Christopher Morley
- La febbre dei libri. Memorie di un libraio bibliofilo, di Alberto Vigevani